# Jasper Weatherby
Jasper Weatherby, född 22 januari 1998, är en amerikansk professionell ishockeyforward som är kontrakterad till Detroit Red Wings i National Hockey League (NHL) och spelar för Grand Rapids Griffins i American Hockey League (AHL).
Han har tidigare spelat för San Jose Sharks i NHL; San Jose Barracuda i AHL; North Dakota Fighting Hawks i National Collegiate Athletic Association (NCAA).
Weatherby draftades av San Jose Sharks i fjärde rundan i 2018 års draft som 102:a spelare totalt.

## Statistik
| 2012–2013   | CIHA Voyageurs U15          |             | 29  | 2  | 5  | 7  | 51 | 2  | 0  | 0  | 0  | 4 |
| 2013–2014   | CIHA Voyageurs U16          |             | 29  | 6  | 11 | 17 | 30 | —  | —  | —  | —  | — |
|             | CIHA Voyageurs U18          |             | 3   | 0  | 1  | 1  | 0  | 6  | 0  | 0  | 0  | 0 |
| 2014–2015   | Omaha AAA Lancers           | HPHL        | 6   | 0  | 0  | 0  | 0  | —  | —  | —  | —  | — |
|             | Omaha AAA Lancers           | NAPHL       | —   | —  | —  | —  | —  | 5  | 0  | 1  | 1  | 0 |
| 2015–2016   | Omaha AAA Lancers           | NAPHL       | 25  | 9  | 14 | 23 | 8  | 5  | 2  | 1  | 3  | 4 |
| 2016–2017   | Wenatchee Wild              | BCHL        | 46  | 12 | 20 | 32 | 25 | 10 | 2  | 2  | 4  | 4 |
| 2017–2018   | Wenatchee Wild              | BCHL        | 58  | 37 | 37 | 74 | 47 | 20 | 15 | 23 | 38 | 8 |
| 2018–2019   | North Dakota Fighting Hawks | NCAA        | 36  | 3  | 2  | 5  | 22 | —  | —  | —  | —  | — |
| 2019–2020   | North Dakota Fighting Hawks | NCAA        | 35  | 10 | 8  | 18 | 20 | —  | —  | —  | —  | — |
| 2020–2021   | North Dakota Fighting Hawks | NCAA        | 29  | 14 | 10 | 24 | 8  | —  | —  | —  | —  | — |
| 2021–2022   | San Jose Sharks             | NHL         | 50  | 5  | 6  | 11 | 18 | —  | —  | —  | —  | — |
|             | San Jose Barracuda          | AHL         | 25  | 5  | 10 | 15 | 24 | —  | —  | —  | —  | — |
| 2022–2023   | San Jose Barracuda          | AHL         | 39  | 3  | 3  | 6  | 39 | —  | —  | —  | —  | — |
|             | Grand Rapids Griffins       | AHL         | 31  | 3  | 8  | 11 | 12 | —  | —  | —  | —  | — |
| NHL totalt  | NHL totalt                  | NHL totalt  | 50  | 5  | 6  | 11 | 18 | —  | —  | —  | —  | — |
| AHL totalt  | AHL totalt                  | AHL totalt  | 95  | 11 | 21 | 32 | 75 | —  | —  | —  | —  | — |
| NCAA totalt | NCAA totalt                 | NCAA totalt | 100 | 27 | 20 | 47 | 50 | —  | —  | —  | —  | — |